# Sântana de Mureș (gmina)
Sântana de Mureș – gmina w Rumunii, w okręgu Marusza. Obejmuje miejscowości Bărdești, Chinari, Curteni i Sântana de Mureș. W 2011 roku liczyła 5723 mieszkańców.